# Sefid Rud
Der Sefid Rud (persisch سفیدرود) oder auch Rud-e Safid (persisch für „Weißer Fluss“) ist ein 670 km langer Fluss im Nordwesten Irans. Der Sefid Rud entspringt am Kuh-e Tschehel Tscheschmeh (کوه چهل چشمه; „Vierzig-Quellen-Berg“) im Zagros-Gebirge in der iranischen Provinz Kurdistan und mündet bei Hassan Kiadeh (حسن کیاده) nordöstlich der Stadt Rascht in der Provinz Gilan ins Kaspische Meer. Er ist nach dem Karun der zweitgrößte Fluss Irans.
Der Sefid Rud hat auf seinem Weg zum Kaspischen Meer einen Durchgang durch das Elburs-Gebirge gegraben – die Mandschil-Pforte. Diese Pforte bildet eine wichtige Route zwischen der iranischen Hauptstadt Teheran und Gilan an der Küste.
Oberhalb der Pforte und der Einmündung des Schahrud (persisch شاهرود) trägt der Fluss auch den Namen Qezel Uzan (قزل اوزن; aserbaidschanisch Qızılüzən). In der Antike trug er den Namen Mardus oder Amardus. Bekannt ist der Fluss für seinen Fischreichtum – besonders für die Kaspische Forelle (Salmo trutta caspius) – und für seine Goldführung.
Zwischen 1956 und 1962 wurde am Zusammenfluss der Flüsse Schahrud und Qezel Uzan der Schahbanu-Farah-Staudamm (سد شهبانو فرح) errichtet. Er heißt heute Sefid-Rud-Talsperre oder Mandschil-Staudamm (persisch سد منجیل ;سد سفیدرود). Mit dem Wasser des Stausees wird auf einer Fläche von 2380 km² in der Ebene von Gilan Bewässerung betrieben, unter anderem für den Reisanbau. Das am Staudamm befindliche Wasserkraftwerk erbringt eine Leistung von 87 MW.